# Belgien-Rundfahrt 2012
Die 86. Belgien-Rundfahrt war ein Rad-Etappenrennen, das vom 23. bis 27. Mai 2012 stattfand. Es wurde in fünf Etappen über eine Distanz von 735,4 Kilometern ausgetragen und war in der Kategorie 2.HC Teil der UCI Europe Tour 2012.

## Teilnehmer
Insgesamt nahmen 21 Teams teil: sieben UCI ProTeams, darunter die belgischen Mannschaften Omega Pharma-Quick Step und das Lotto Belisol Team, acht UCI Professional Continental Teams und sechs belgische UCI Continental Teams. Alle Teams nahmen mit acht Fahrern bis auf das französische Cofidis Team, das mit sieben Fahrern an den Start ging, teil.
| UCI ProTeams BMC Racing Team Omega Pharma-Quick Step Pro Team Astana Lotto Belisol Team Rabobank Cycling Team Vacansoleil-DCM Team Katjuscha | UCI Professional Continental Teams Acqua & Sapone Cofidis, le Crédit en Ligne Landbouwkrediet UnitedHealthcare Pro Cycling Team Argos-Shimano Topsport Vlaanderen-Mercator Accent Jobs-Willems Veranda’s RusVelo | UCI Continental Teams An Post-Sean Kelly BKCP-Powerplus Jong Vlaanderen-Bauknecht Sunweb-Revor Telenet-Fidea Wallonie Bruxelles-Crédit Agricole |

## Strecke

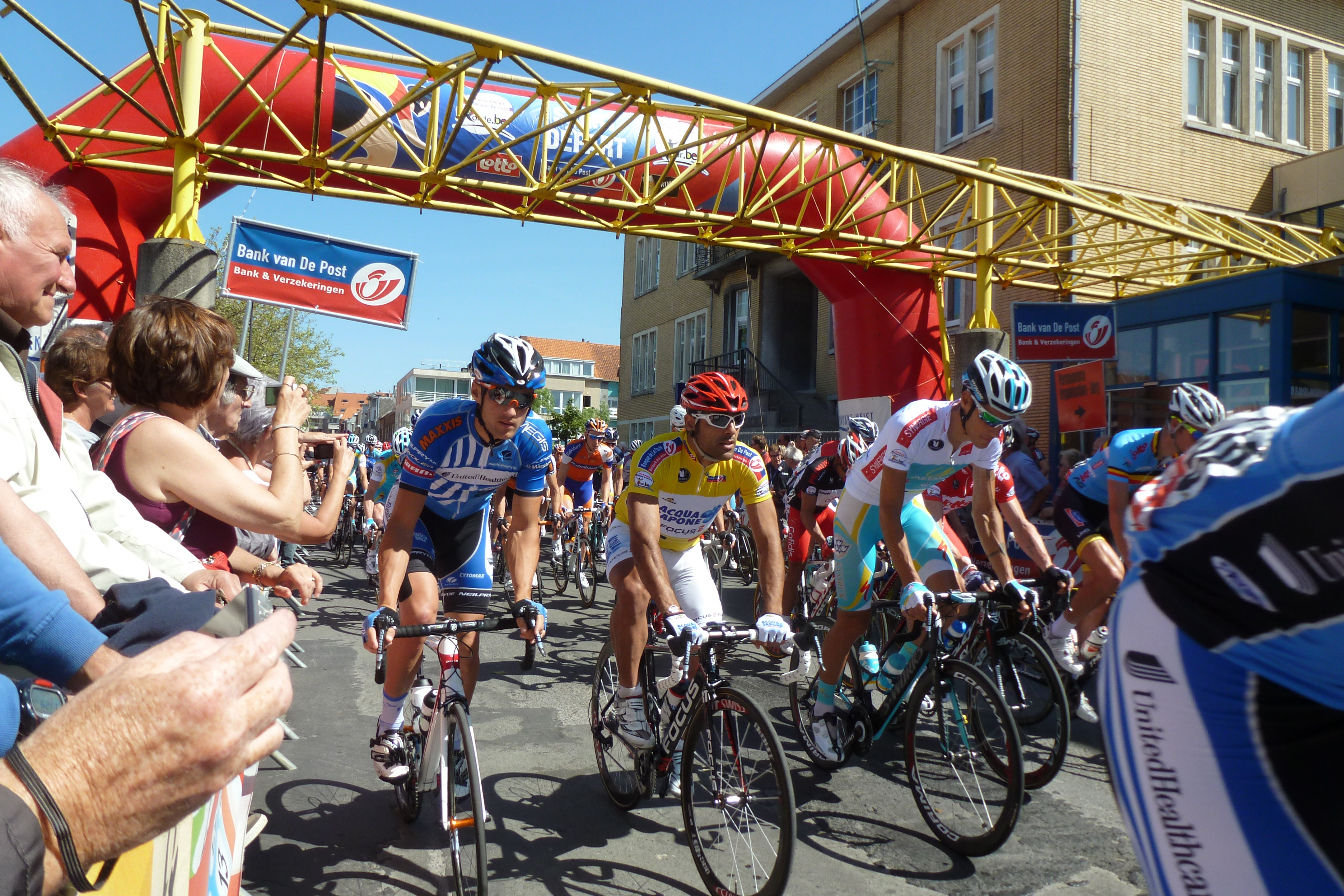
Start der dritten Etappe in Knokke-Heist

Die erste Etappe über 162 km führte von Mechelen nach Buggenhout. Das überwiegend flache Profil wurde nur von einigen kleinen Anstiegen im ersten Drittel des Rennens gesäumt.
Der zweite Teilabschnitt dieser Rundfahrt führte von Lochristi nach Knokke-Heist. Auch diese 170,7 Kilometer waren überwiegend flach. 77,2 km ging die Etappe auf den 35 km langen Rundkurs, der zwei Mal gefahren werden musste. Auch ein 700 m langer Abschnitt mit Kopfsteinpflaster musste jedes Mal bewältigt werden. Der Zielabschnitt war leicht ansteigend.
Ähnlich flach wie die zweite Etappe gestaltete sich auch der dritte Abschnitt der Rundfahrt. Die 173,5 km von Knokke-Heist nach Beveren führten fast parallel zur niederländischen Grenze. Einzig die Zielgerade war in dieser flachen Etappe leicht ansteigend.
Als vierte Etappe wurde ein 20,5 km langes Zeitfahren von Turnhout nach Arendonk ausgetragen. In dieser extrem flachen Etappe gab es keine Schwierigkeiten zu bewältigen. Auch die Streckenführung war ohne große Verwinkelungen.
Die fünfte und letzte Etappe ist nicht nur das schwerste und längste Teilstück, es ist auch das einzige, das bei dieser Rundfahrt durch die Wallonie führte. Das Profil dieses 208,7 km langen Parcours war äußerst wellig und wies Steigungen von bis zu 12 % auf. Auch auf die Mur de Huy, das Ziel des Rennens Flèche Wallonne, wurde nicht verzichtet. Die Mur d’Amay musste bis zum Schluss drei Mal bewältigt werden, bevor es die 1,5 km lange und 6 % steile Endsteigung hinaufging.

## Etappenübersicht
| Etappe | Tag     | Start – Ziel              | km    | Typ              | Etappensieger   |
| ------ | ------- | ------------------------- | ----- | ---------------- | --------------- |
| 1.     | 23. Mai | Mechelen – Buggenhout     | 162,0 | Flachetappe      | André Greipel   |
| 2.     | 24. Mai | Lochristi – Knokke-Heist  | 170,7 | Flachetappe      | André Greipel   |
| 3.     | 25. Mai | Knokke-Heist – Beveren    | 173,5 | Flachetappe      | André Greipel   |
| 4.     | 26. Mai | Turnhout – Arendonk (EZF) | 020,5 | Einzelzeitfahren | Tony Martin     |
| 5.     | 27. Mai | Clavier – Engis           | 208,7 | Hügeletappe      | Carlos Betancur |

### Wertungen im Rennverlauf
Die Tabelle zeigt den Führenden in der jeweiligen Wertung nach der jeweiligen Etappe an.
| Etappe | Gesamtwertung · | Nachwuchswertung ·  | Sprintwertung · | Punktwertung · | Teamwertung ·           |
| ------ | --------------- | ------------------- | --------------- | -------------- | ----------------------- |
| 1      | André Greipel   | Egidijus Juodvalkis | Leonardo Duque  | André Greipel  | Landbouwkrediet-Euphony |
| 2      | André Greipel   | Jacopo Guarnieri    | Leonardo Duque  | André Greipel  | Landbouwkrediet-Euphony |
| 3      | André Greipel   | Adam Blythe         | Leonardo Duque  | André Greipel  | Landbouwkrediet-Euphony |
| 4      | Tony Martin     | Tobias Ludvigsson   | Leonardo Duque  | André Greipel  | Omega Pharma-Quick Step |
| 5      | Tony Martin     | Pieter Serry        | Leonardo Duque  | André Greipel  | RusVelo                 |

## Etappen

### 1. Etappe
Anders als im Vorjahr wurde diese Rundfahrt nicht mit einem Prolog eröffnet, sondern mit einer für Sprinter perfekten Flachetappe. Nach ca. 20 km rissen Jelle Wallays und Michael Schär aus. Doch die Flüchtenden, die inzwischen mit Egidijus Juodvalkis, Paolo Ciavatta, Leonardo Duque, Simon Geschke, Arnaud Jouffroy und Philippe Legrand Verstärkung bekommen hatten, wurden 13 km vor dem Ziel gestellt. André Greipel gewann daraufhin den zu erwartenden Massensprint und streifte sich damit das schwarze Trikot des Führenden über.
|    | Fahrer            | Nation                 | Team | Zeit       |
| -- | ----------------- | ---------------------- | ---- | ---------- |
| 1. | André Greipel     | Deutschland            | LTB  | 3:33:11 h  |
| 2. | Danilo Napolitano | Italien                | ASA  | + 0:00 min |
| 3. | Kenny Van Hummel  | Niederlande            | VCD  | + 0:00 min |
| 4. | Jacopo Guarnieri  | Italien                | AST  | + 0:00 min |
| 5. | Adam Blythe       | Vereinigtes Konigreich | BMC  | + 0:00 min |

|    | Fahrer              | Nation      | Team | Zeit       |
| -- | ------------------- | ----------- | ---- | ---------- |
| 1. | André Greipel       | Deutschland | LTB  | 3:33:01 h  |
| 2. | Danilo Napolitano   | Italien     | ASA  | + 0:04 min |
| 3. | Kenny Van Hummel    | Niederlande | VCD  | + 0:06 min |
| 4. | Egidijus Juodvalkis | Litauen     | LAN  | + 0:07 min |
| 5. | Simon Geschke       | Deutschland | ARG  | + 0:08 min |

### 2. Etappe
Auf der zweiten Etappe machten sich nach ca. 30 Kilometern fünf Ausreißer auf und davon. Doch wirkliche Chancen hatten Pim Ligthart, Aleksejs Saramotins, Ramon Sinkeldam, Jay Robert Thomson und Mark McNally nicht. Zwar hatten sie zwischendurch einen Vorsprung von bis zu fünf Minuten, doch das Feld drückte rechtzeitig aufs Tempo, um die Flüchtenden einzuholen. So kam es zu einem Massensprint, den der deutsche André Greipel erneut für sich entscheiden konnte.
|    | Fahrer            | Nation      | Team | Zeit       |
| -- | ----------------- | ----------- | ---- | ---------- |
| 1. | André Greipel     | Deutschland | LTB  | 3:46:13 h  |
| 2. | Danilo Napolitano | Italien     | ASA  | + 0:00 min |
| 3. | Jacopo Guarnieri  | Italien     | AST  | + 0:00 min |
| 4. | Adrien Petit      | Frankreich  | COF  | + 0:00 min |
| 5. | Kenny Van Hummel  | Niederlande | VCD  | + 0:00 min |

|    | Fahrer            | Nation      | Team | Zeit       |
| -- | ----------------- | ----------- | ---- | ---------- |
| 1. | André Greipel     | Deutschland | LTB  | 7:19:04 h  |
| 2. | Danilo Napolitano | Italien     | ASA  | + 0:08 min |
| 3. | Jacopo Guarnieri  | Italien     | AST  | + 0:16 min |
| 4. | Kenny Van Hummel  | Niederlande | VCD  | + 0:16 min |
| 5. | Pim Ligthart      | Niederlande | VCD  | + 0:17 min |

### 3. Etappe
Auch auf der dritten Etappe machten sich Ausreißer auf den Weg, ihr Glück zu versuchen. Dem Quintett bestehend aus Tijmen Eising, Coen Vermeltfoort, Alessandro Donati, Maxim Belkov und Pieter Vanspeybrouck wurde aber ein maximaler Vorsprung von nur vier Minuten gelassen, bevor die meisten 25 km vor dem Ziel wieder eingeholt wurden. Einzig Belkov wollte nicht aufgeben und kam als Solist noch bis 10 km vor das Ziel, bevor er eingeholt wurde. Und wieder kam es zu einem Massensprint, bei dem Greipel wieder gewann, womit ihm ein Hattrick gelang.
|    | Fahrer            | Nation                 | Team | Zeit       |
| -- | ----------------- | ---------------------- | ---- | ---------- |
| 1. | André Greipel     | Deutschland            | LTB  | 4:03:34 h  |
| 2. | Danilo Napolitano | Italien                | ASA  | + 0:00 min |
| 3. | Adam Blythe       | Vereinigtes Konigreich | BMC  | + 0:00 min |
| 4. | Kenny Van Hummel  | Niederlande            | VCD  | + 0:00 min |
| 5. | Andrew Fenn       | Vereinigtes Konigreich | OPQ  | + 0:00 min |

|    | Fahrer            | Nation                 | Team | Zeit       |
| -- | ----------------- | ---------------------- | ---- | ---------- |
| 1. | André Greipel     | Deutschland            | LTB  | 11:22:28 h |
| 2. | Danilo Napolitano | Italien                | ASA  | + 0:12 min |
| 3. | Kenny Van Hummel  | Niederlande            | VCD  | + 0:26 min |
| 4. | Adam Blythe       | Vereinigtes Konigreich | BMC  | + 0:26 min |
| 5. | Jacopo Guarnieri  | Italien                | AST  | + 0:26 min |

### 4. Etappe
Auf der vierten Etappe stand ein Zeitfahren mit 20,5 flachen Kilometern an. Schnellster wurde der deutsche Tony Martin mit 24:04 Minuten vor Lieuwe Westra und seinem Teamkollegen Niki Terpstra.
|    | Fahrer          | Nation      | Team | Zeit       |
| -- | --------------- | ----------- | ---- | ---------- |
| 1. | Tony Martin     | Deutschland | OPQ  | 24:04 min  |
| 2. | Lieuwe Westra   | Niederlande | VCD  | + 0:46 min |
| 3. | Niki Terpstra   | Niederlande | OPQ  | + 0:52 min |
| 4. | Carlos Barredo  | Spanien     | RAB  | + 1:00 min |
| 5. | Alexander Serow | Russland    | RVL  | + 1:05 min |

|    | Fahrer          | Nation      | Team | Zeit         |
| -- | --------------- | ----------- | ---- | ------------ |
| 1. | Tony Martin     | Deutschland | OPQ  | 11:47:02 min |
| 2. | Lieuwe Westra   | Niederlande | VCD  | + 0:46 min   |
| 3. | Niki Terpstra   | Niederlande | OPQ  | + 0:52 min   |
| 4. | Carlos Barredo  | Spanien     | RAB  | + 1:00 min   |
| 5. | Alexander Serow | Russland    | RVL  | + 1:05 min   |

### 5. Etappe
Die fünfte und letzten Etappe war das längste und schwerste Teilstück. Der hügelige Parcours war wie geschaffen für Ausreißer, und so machten sich nach mehreren Anläufen und 35 km Leonardo Duque, Jacopo Guarnieri, Michael Schär und Joan Horrach auf den Weg. Wenig später bekamen sie noch Gesellschaft von Pim Ligthart, Laurens De Vreese, Jetse Bol, Maxim Belkov und Martin Kohler. Wirklich Chancen hatten sie aber nicht. Mit einem maximalen Vorsprung von zwei Minuten wurden sie 40 km vor dem Ziel wieder eingeholt. Kurz darauf bildete sich eine neue Gruppe. Mit dabei: Carlos Barredo. Als Vierter in der Gesamtwertung und mit nur einer Minute Rückstand machte Tony Martin selbst Tempo im Feld, um die Ausreißer wieder einzuholen. Einen Kilometer vor dem Ziel war es dann der Vorjahressieger Philippe Gilbert, der den Sprint die Schlusssteigung hinauf eröffnete. Carlos Betancur hatte aber am Schluss die besten Beine und konnte sich den Tageserfolg sichern. Tony Martin kam als Siebter ins Ziel und sicherte sich so den Gesamtsieg.
|    | Fahrer           | Nation      | Team | Zeit        |
| -- | ---------------- | ----------- | ---- | ----------- |
| 1. | Carlos Betancur  | Kolumbien   | ASA  | 5:44:18 min |
| 2. | Kevin Pauwels    | Belgien     | SUN  | + 0:02 min  |
| 3. | Sergei Firsanow  | Russland    | RVL  | + 0:02 min  |
| 4. | Philippe Gilbert | Belgien     | BMC  | + 0:05 min  |
| 5. | Lieuwe Westra    | Niederlande | VCD  | + 0:05 min  |

|    | Fahrer          | Nation      | Team | Zeit         |
| -- | --------------- | ----------- | ---- | ------------ |
| 1. | Tony Martin     | Deutschland | OPQ  | 16:51:28 min |
| 2. | Lieuwe Westra   | Niederlande | VCD  | + 0:43 min   |
| 3. | Carlos Barredo  | Spanien     | RAB  | + 1:02 min   |
| 4. | Sergei Firsanow | Russland    | RVL  | + 1:11 min   |
| 5. | Andrij Hrywko   | Ukraine     | AST  | + 1:05 min   |